# Szolgáltatás (rendszer-architektúra)
A szoftverarchitektúra, a szolgáltatásorientáltság és a szolgáltatásorientált architektúra összefüggésében a szolgáltatás kifejezés szoftverfunkcióra vagy szoftverfunkciók halmazára utal (például meghatározott információk visszakeresése vagy műveletek végrehajtása), amelyeknek célja hogy a különböző kliensek különböző célokra újrafelhasználhatják azokat, a szabályokkal együtt, amelyek irányítják a használatukat (például a szolgáltatást igénylő ügyfél identitása alapján).
Az OASIS a szolgáltatást olyan mechanizmusként definiálja, amely lehetővé teszi a hozzáférést egy vagy több erőforráshoz, amelyben a hozzáférést előírt interfészen keresztül nyújtják, amit szolgáltatás leírásában meghatározott korlátozásokkal és házirendekkel összhangban tesznek.

## Szolgáltatástervezés
Az üzleti elemzők, a részlegszakértők és/vagy a vállalati felépítésért felelős csapat a legfelsőbb szintű üzleti funkciók meghatározásával dolgozza ki a szervezet szolgáltatási modelljét. Az üzleti funkciók meghatározása után azokat felosztják és átalakítják szolgáltatásokká, amelyek a szervezet eszközeinek kezeléséhez szükséges folyamatokat és a különböző tevékenységeket képviselik . Az egyik példa erre a "Rendelések kezelése" funkció szétválasztása olyan szolgáltatásokra, mint a "Megrendelés létrehozása", "Megrendelés teljesítése", "Szállítási megrendelés", "Számlakezelés" és "Megrendelés törlése/frissítése". Ezeknek az üzleti funkcióknak olyan részletességgel kell rendelkezniük, amely megfelelő az adott projekt és részleg kontextusában.
Számos elemzési és tervezési módszer használható a szolgáltatás tervezéséhez, például az OpenUP és a tartományvezérelt tervezés, ugyanúgy, mint azok, amelyeket a szolgáltatásorientált modellezés alatt tárgyalunk.

## Fordítás
Ez a szócikk részben vagy egészben  a   Service (systems architecture) című angol Wikipédia-szócikk ezen változatának fordításán alapul.  Az eredeti cikk szerkesztőit annak laptörténete sorolja fel. Ez a jelzés csupán a megfogalmazás eredetét és a szerzői jogokat jelzi, nem szolgál a cikkben szereplő információk forrásmegjelöléseként.